# Галиця пагонова смородинова
Галиця пагонова смородинова (Thomasiniana ribis Mafik.) — шкідлива комаха з родини галиць (Cecidomyiidae), ряду двокрилих. Пошкоджує чорну смородину.

## Опис
Маленька двокрила комаха з довгими ногами і вусиками, що нагадує крихітного комарика, завдовжки 2,5-3 мм.

## Екологія
Літає у травні й липні. Самка відкладає довгасті прозорі яйця (по кілька штук) у тріщини кори і механічні пошкодження, переважно в розгалуженнях і основах пагонів чорної смородини. З яєць виходять білі довгасті личинки близько 4 мм завдовжки, пізніше вони червоніють і стають оранжево-червоними. Личинки живляться соком під корою молодих пагонів і багаторічних гілок, викликаючи їх засихання. Заляльковуються личинки в ґрунті на глибині 1-8 см. Протягом вегетаційного періоду розвиваються дві генерації. Личинки першої генерації шкодять у червні, а другої — у серпні — вересні. Особливо численною буває друга генерація, личинки якої викликають масове засихання однорічних пагонів. Останні буріють і різко виділяються на зеленому фоні куща. Пагонова галиця належить до гігрофільних комах і розмножується в затінених зволожених місцях, в загущених кущах смородини. 
Шкодить на Поліссі, в окремих насадженнях Лісостепу України.